# آرسن مارتیروسیان (وزنه‌بردار)
آرسن مارتیروسیان (ارمنی: Արսեն Մարտիրոսյան) وزنه‌بردار مرد اهل ارمنستان است که در مسابقات قهرمانی وزنه‌برداری اروپا، مسابقات قهرمانی وزنه‌برداری جوانان و زیر ۲۳ سال اروپا و مسابقات قهرمانی وزنه‌برداری نوجوانان اروپا در مجموع برنده ۲ مدال نقره و ۶ مدال برنز شد.

## نتایج مهم
| سال                                                  | مکان                             | وزن                              | یک ضرب (ک‌گ)                      | یک ضرب (ک‌گ)                      | یک ضرب (ک‌گ)                      | یک ضرب (ک‌گ)                      | یک ضرب (ک‌گ)                      | دوضرب (ک‌گ)                       | دوضرب (ک‌گ)                       | دوضرب (ک‌گ)                       | دوضرب (ک‌گ)                       | دوضرب (ک‌گ)                       | مجموع                            | رتبه                             |
| سال                                                  | مکان                             | وزن                              | ۱                                | ۲                                | ۳                                | نتیجه                            | رتبه                             | ۱                                | ۲                                | ۳                                | نتیجه                            | رتبه                             | مجموع                            | رتبه                             |
| مسابقات قهرمانی وزنه‌برداری اروپا                     | مسابقات قهرمانی وزنه‌برداری اروپا | مسابقات قهرمانی وزنه‌برداری اروپا | مسابقات قهرمانی وزنه‌برداری اروپا | مسابقات قهرمانی وزنه‌برداری اروپا | مسابقات قهرمانی وزنه‌برداری اروپا | مسابقات قهرمانی وزنه‌برداری اروپا | مسابقات قهرمانی وزنه‌برداری اروپا | مسابقات قهرمانی وزنه‌برداری اروپا | مسابقات قهرمانی وزنه‌برداری اروپا | مسابقات قهرمانی وزنه‌برداری اروپا | مسابقات قهرمانی وزنه‌برداری اروپا | مسابقات قهرمانی وزنه‌برداری اروپا | مسابقات قهرمانی وزنه‌برداری اروپا | مسابقات قهرمانی وزنه‌برداری اروپا |
| ---------------------------------------------------- | -------------------------------- | -------------------------------- | -------------------------------- | -------------------------------- | -------------------------------- | -------------------------------- | -------------------------------- | -------------------------------- | -------------------------------- | -------------------------------- | -------------------------------- | -------------------------------- | -------------------------------- | -------------------------------- |
| ۲۰۲۲                                                 | تیرانا، آلبانی                   | ۹۶ ک‌گ                            | ۱۷۰                              | ۱۷۰                              | ۱۷۴                              | ۱۷۰                              | ۴                                | ۲۰۱                              | ۲۱۰                              | انصراف                           | ۲۰۱                              | ۴                                | ۳۷۱                              | 3                                |
| ۲۰۲۱                                                 | مسکو، روسیه                      | ۱۰۲ ک‌گ                           | ۱۶۵                              | ۱۷۱                              | ۱۷۵                              | ۱۷۱                              | ۴                                | ۲۰۵                              | ۲۰۹                              | ۲۱۲                              | ۲۰۹                              | 3                                | ۳۸۰                              | 2                                |
| ۲۰۱۹                                                 | باتومی، گرجستان                  | ۱۰۲ ک‌گ                           | ۱۶۰                              | ۱۶۵                              | ۱۶۸                              | ۱۶۸                              | ۴                                | ۲۰۰                              | ۲۰۰                              | ۲۰۵                              | ۲۰۰                              | ۸                                | ۳۶۸                              | ۶                                |
| مسابقات قهرمانی وزنه‌برداری جوانان و زیر ۲۳ سال اروپا |                                  |                                  |                                  |                                  |                                  |                                  |                                  |                                  |                                  |                                  |                                  |                                  |                                  |                                  |
| ۲۰۱۸                                                 | زاموشچ، لهستان                   | ک‌گ                               | ۱۶۰                              | ۱۶۵                              | ۱۷۰                              | ۱۶۵                              | ۲                                | ۲۰۱                              | ۲۰۱                              | ۲۰۱                              | ۲۰۱                              | ۳                                | ۳۶۶                              | [ ۲ ]                            |
| مسابقات قهرمانی وزنه‌برداری نوجوانان اروپا            |                                  |                                  |                                  |                                  |                                  |                                  |                                  |                                  |                                  |                                  |                                  |                                  |                                  |                                  |
| ۲۰۱۵(U-17)                                           | لاندسکرونا، سوئد                 | ۸۵ ک‌گ                            | ۱۳۰                              | ۱۳۵                              | ۱۳۶                              | ۱۳۰                              | ۷                                | ۱۶۰                              | ۱۶۵                              | ۱۷۱                              | ۱۷۱                              | ۲                                | ۳۰۱                              | [ ۳ ]                            |
| ۲۰۱۳(U-17)                                           | کلایپدا، لیتوانی                 | ۸۵ ک‌گ                            |                                  |                                  |                                  | '                                | ۲                                |                                  |                                  |                                  | '                                | ۲                                | (۲۴۲)۲۴۰                         | [ ۴ ]                            |